# Turks a Caicos
Turks a Caicos (anglicky Turks and Caicos) je zámořské území Velké Británie skládající se ze dvou skupin tropických ostrovů v karibské oblasti, jihovýchodně od Bahamských ostrovů.
Území patří geograficky k Lucayskému souostroví. Třicítka ostrovů má celkovou rozlohu 616 km² (při přílivu, při odlivu je rozloha ostrovů 948 km²). Má převážně nížinatý charakter, s vápencovým podložím a rozsáhlými mangrovovými bažinami. Počasí je slunečné a relativně suché, časté jsou však hurikány. Ostrovy mají omezené zdroje pitné vody, a tak se do nádrží zachytává voda dešťová. Hlavními přírodními zdroji jsou langusty (Panulirus interruptus)[zdroj?] a mušle.

## Historie
Ostrovy Turks a Caicos byly poprvé osídleny karibskými indiány, ale po jejich objevení evropskými mořeplavci byla populace rychle decimována honem na otroky. Datum objevení se liší podle různých zdrojů – buďto je poprvé navštívil Kryštof Kolumbus 12. října 1492, nebo Juan Ponce de León v roce 1512.
Ačkoliv byly ostrovy pod kontrolou několika států, přímá kolonizace nenastala. Na přelomu 17. a 18. století byly ostrovy po několik desetiletí pirátskou základnou. Prvními osadníky byli v 80. letech 17. století bermudští sběrači soli. Mezi roky 1764–1783 byly ostrovy okupovány Francií. Když v roce 1783 získaly Spojené státy nezávislost na Velké Británii, mnoho amerických osadníků podporujících Británii odešlo na britské kolonie v Karibiku. Někteří z nich přišli i na ostrovy Caicos a zavedli zde pěstování bavlny. V roce 1799 byly Turks a Caicos anektovány Británií a přičleněny k Bahamským ostrovům. V roce 1848 byly ostrovy prohlášeny samostatnou kolonií.
Ostrovy Turks jsou pojmenovány podle místního kaktusu Melocactus intortus, jehož tvar připomíná turecký fez. Název ostrovů Caicos pochází z taínského výrazu caya hico (řetěz ostrovů).
V roce 1917 navrhl kanadský premiér Robert Borden připojení ostrovů ke Kanadě, později tento požadavek podporoval poslanec Peter Goldring. Unie by ostrovanům přinesla řadu výhod, s růstem životní úrovně ve 21. století však její podpora klesá.
První ústava byla přijata 30. srpna 1976 a její výročí se slaví jako Den ústavy. V roce 2002 vyšel zákon British Overseas Territories Act 2002, který udělil ostrovanům plné britské občanství.

## Symboly
Turks a Caicos, závislé území Spojeného království, užívá vedle britských symbolů i své vlastní.

### Vlajka
Vlajka Turks a Caicos je tvořena britskou modrou státní námořní vlajkou (Blue Ensign) o poměru stran 1:2, s místním vlajkovým emblémem (anglicky badge) ve vlající části. Emblemem je štít ze znaku.

### Znak
Znak Turks a Caicos je tvořen žlutým štítem, na kterém jsou vyobrazené tři nejdůležitější místní produkty: lastura, langusta a kaktus (rod Melocactus). Štítonoši jsou dva plameňáci. Na štít je položena přilba, na ní pelikán.

## Geografie
Obě skupiny ostrovů leží v severním Atlantiku, jihovýchodně od Bahamských ostrovů, severně od Haiti a asi 900 km od Miami. Oblast je geografickou součástí Bahamských ostrovů, ale samostatnou politickou jednotkou. Ostrovy Caicos jsou od nejbližších bahamských ostrovů odděleny průlivem Caicos.
Osm hlavních ostrovů a více než 20 ostrůvků tvoří plochu asi 616 km². Ostrovy jsou většinou ploché, s rozsáhlými bažinami s mangrovníkovým porostem. Klima je slunečné a relativně suché, ale s častými hurikány. Ostrovy mají omezené zdroje pitné vody, proto je v cisternách shromažďována dešťová voda. Hlavním zdrojem potravy je rybolov.
Ostrovní skupiny Turks a Caicos jsou od sebe odděleny průlivem Turks.

## Ekonomika
Ekonomika ostrovů je založena na cestovním ruchu a rybolovu. Většina zboží a potravin pro domácí spotřebu je importovaná. Ročně sem přijede okolo 300 000 turistů a cestovní ruch generuje více než čtyři pětiny HDP. Ostrov Parrot Cay se proslavil jako dějiště svatby Bena Afflecka s Jennifer Garnerovou. Grace Bay Beach na ostrově Providenciales je řazena k nejkrásnějším plážím na světě. Pro vysokou míru biodiverzity bylo navrženo zařazení souostroví na seznam Světového dědictví. Zdrojem příjmů jsou také finanční spekulace, v roce 2022 proto přidala Evropská unie Turks a Caicos na svou černou listinu daňových rájů.

## Galerie

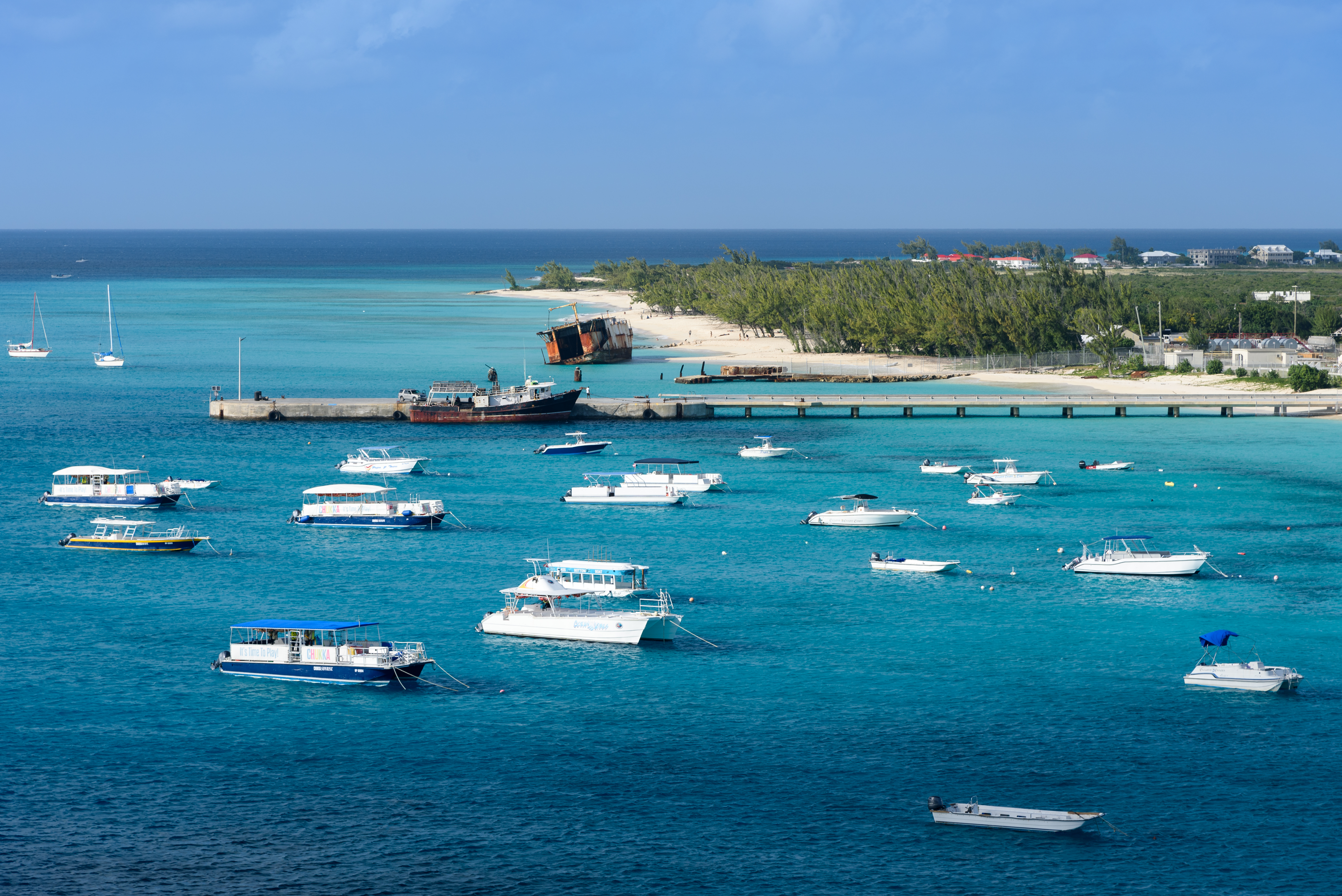
Přístav na ostrově Grand Turk
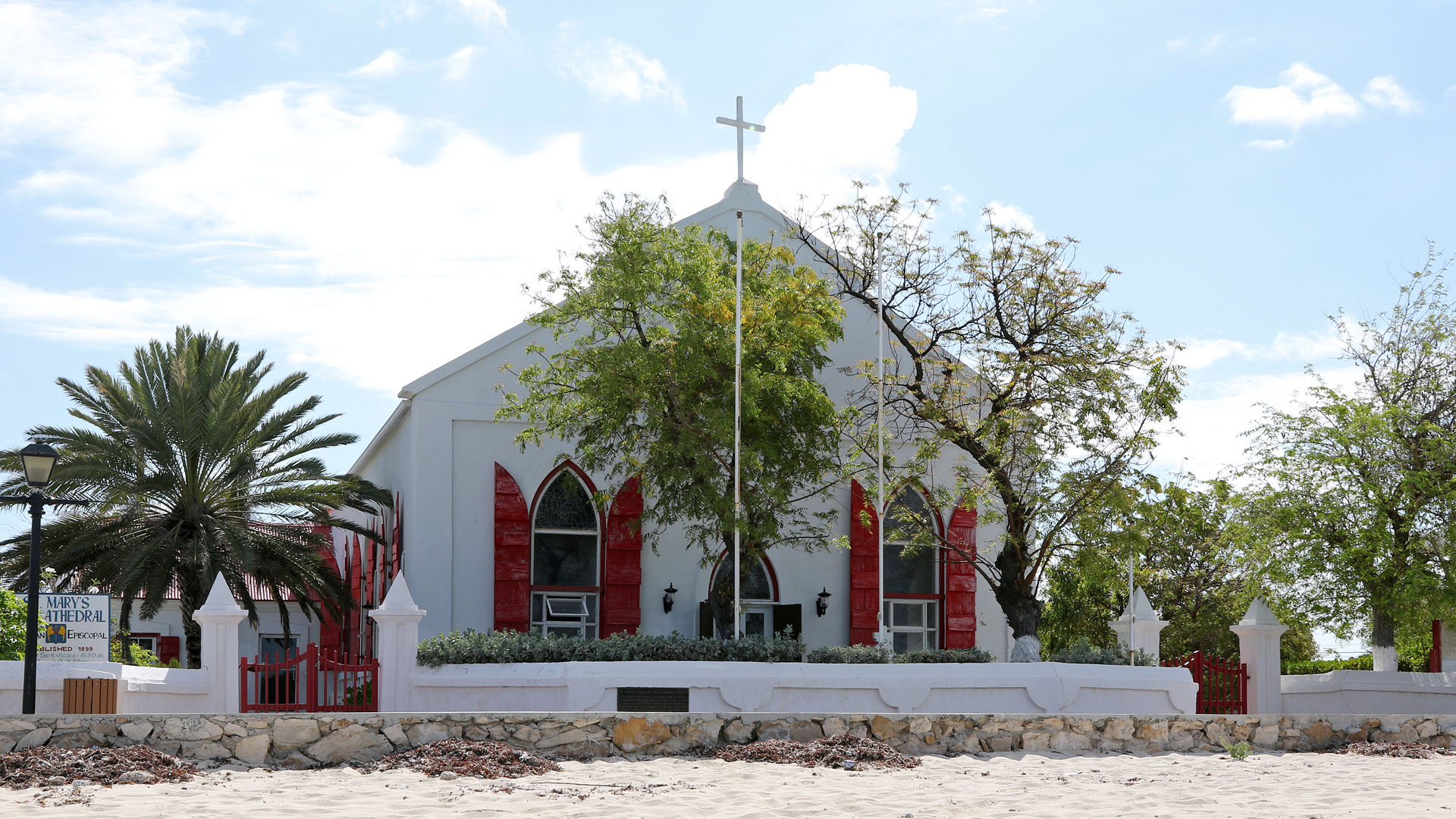
Katedrála v Cockburn Town
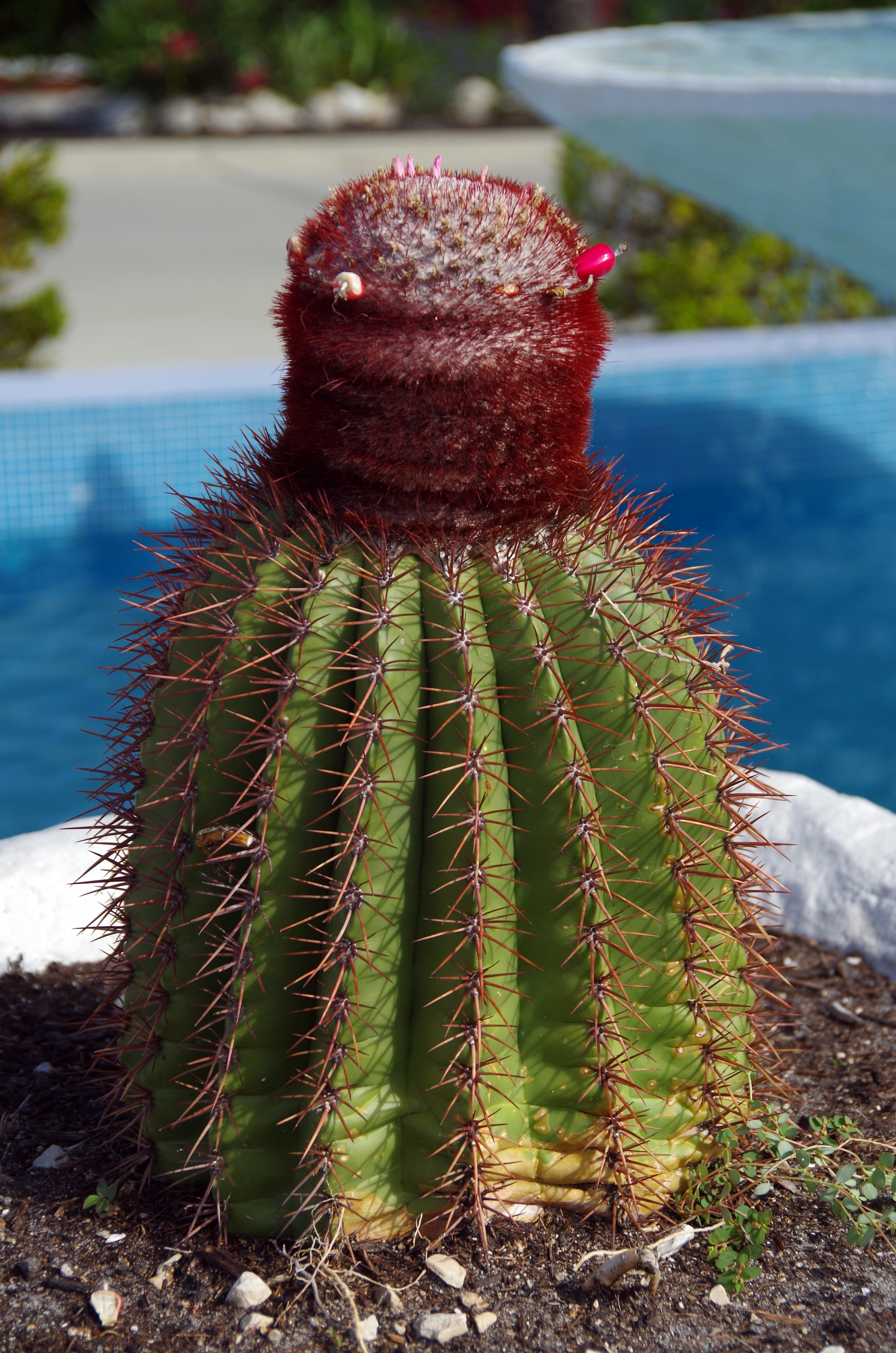
Kaktus Melocactus intortus